# Гладик, Мартин
Мартин Гладик (чеш. Martin Hladík; род. 16 августа 1953, Прага) — чехословацкий гребец, выступавший за сборную Чехословакии по академической гребле в конце 1970-х годов. Победитель и призёр первенств национального значения, участник летних Олимпийских игр в Москве.

## Биография
Мартин Гладик родился 16 августа 1953 года в Праге.
Впервые заявил о себе в академической гребле на международном уровне в сезоне 1977 года, когда вошёл в состав чехословацкой национальной сборной и выступил на чемпионате мира в Амстердаме, где стал четвёртым в восьмёрках.
В 1979 году в распашных рулевых четвёрках стартовал на чемпионате мира в Дуйсбурге — сумел квалифицироваться лишь в утешительный финал В и занял итоговое девятое место.
Благодаря череде удачных выступлений удостоился права защищать честь страны на летних Олимпийских играх 1980 года в Москве. В составе экипажа-четвёрки, куда также вошли гребцы Ян Кабргел, Милан Сухопар, Павел Конвичка и рулевой Антонин Барак, неудачно выступил на предварительном квалификационном заезде, но через дополнительный отборочный этап прошёл в утешительный финал В, где финишировал третьим. Таким образом, расположился в итоговом протоколе соревнований на девятой строке.
После московской Олимпиады Гладик больше не показывал сколько-нибудь значимых результатов в академической гребле на международной арене.